# Soweto Open
Soweto Open — профессиональный международный теннисный турнир, проводимый ITF в рамках своего женского тура и ATP в рамках своего тура Challenger.
Соревнования проводятся в городе Йоханнесбург, ЮАР в середине весны.

## История соревнований
Йоханесбургское соревнование является крупнейшим женским теннисным турниром на территории ЮАР; организовано в 2009 году.
В 2011 году женский парный турнир был недоигран из-за слишком часто шедших по ходу игровой недели дождей.
В 2012 году турнир не проводился по финансовым соображениям.

## Финалисты разных лет

### Одиночный турнир среди женщин
| Год  | Чемпионка           | Финалистка         | Счёт           |
| ---- | ------------------- | ------------------ | -------------- |
| 2013 | Тимея Бабош         | Шанель Симмондс    | 6-7(3) 6-4 6-1 |
| 2011 | Валерия Савиных     | Петра Цетковская   | 6-1 6-3        |
| 2010 | Нина Братчикова     | Тамарин Танасугарн | 7-5 7-6(4)     |
| 2009 | Анастасия Севастова | Ева Грдинова       | 6-2 6-2        |

### Одиночный турнир среди мужчин
| Год  | Чемпион             | Финалист            | Счёт                   |
| ---- | ------------------- | ------------------- | ---------------------- |
| 2013 | Вашек Поспишил      | Михал Пшисенжний    | 6-7(7) 6-0 4-1 — отказ |
| 2011 | Айзак ван дер Мерве | Рик де Вуст         | 6-7(2) 7-5 6-3         |
| 2010 | Дастин Браун        | Айзак ван дер Мерве | 7-6(2) 6-3             |
| 2009 | Фабрис Санторо      | Рик де Вуст         | 7-5 6-4                |

### Парный турнир среди женщин
| Год  | Чемпионки | Финалистки | Счёт |
| ---- | --- | --- | --- |
| 2013 | Магда Линетт Шанель Симмондс                                                                                          | Саманта Маррей Джада Уиндли                                                                                           | 6-1 6-3 |
| 2011 | Турнир прерван на стадии полуфинала из-за невозможности доиграть соревнования по причине сильных дождей и наводнения. | Турнир прерван на стадии полуфинала из-за невозможности доиграть соревнования по причине сильных дождей и наводнения. | Турнир прерван на стадии полуфинала из-за невозможности доиграть соревнования по причине сильных дождей и наводнения. |
| 2010 | Виталия Дьяченко Эйрини Георгату                                                                                      | Марина Эракович Тамарин Танасугарн                                                                                    | 6-3 5-7 [16-14] |
| 2009 | Наоми Кавадей Леся Цуренко                                                                                            | Кристина Кучова Анастасия Севастова                                                                                   | 6-2 2-6 [11-9] |

### Парный турнир среди мужчин
| Год  | Чемпионы                        | Финалисты                        | Счёт           |
| ---- | ------------------------------- | -------------------------------- | -------------- |
| 2013 | Пракаш Амритрадж Раджив Рам     | Пурав Раджа Дивидж Шаран         | 7-6(1) 7-6(1)  |
| 2011 | Михаэль Кольманн Александр Пейя | Андре Бегеман Мэттью Эбден       | 6-2 6-2        |
| 2010 | Николя Маю Ловро Зовко          | Равен Класен Айзак ван дер Мерве | 6-2 6-2        |
| 2009 | Жорж Бастль Крис Гуччоне        | Михаил Елгин Александр Кудрявцев | 6-2 4-6 [11-9] |